# Ornbau
Ornbau là một town tại huyện Ansbach, bang Bayern nước Đức. Đô thị Ornbau có diện tích 15,16 km², dân số thời điểm ngày 31 tháng 12 năm 2006 là người. Đô thị này tọa lạc on the river Altmühl, 15 km về phía đông nam của Ansbach.
Tường thành và đại giáo đường ở đây được xây 1000 năm trước. Thị xã này nằm gần thị xã thời La Mã Gunzenhausen. Mỗi năm có khoảng 1000 xe hơi cổ điển Mercedes-Benz diễu hành khắp nước Đức và tập trung tại Ornbau.

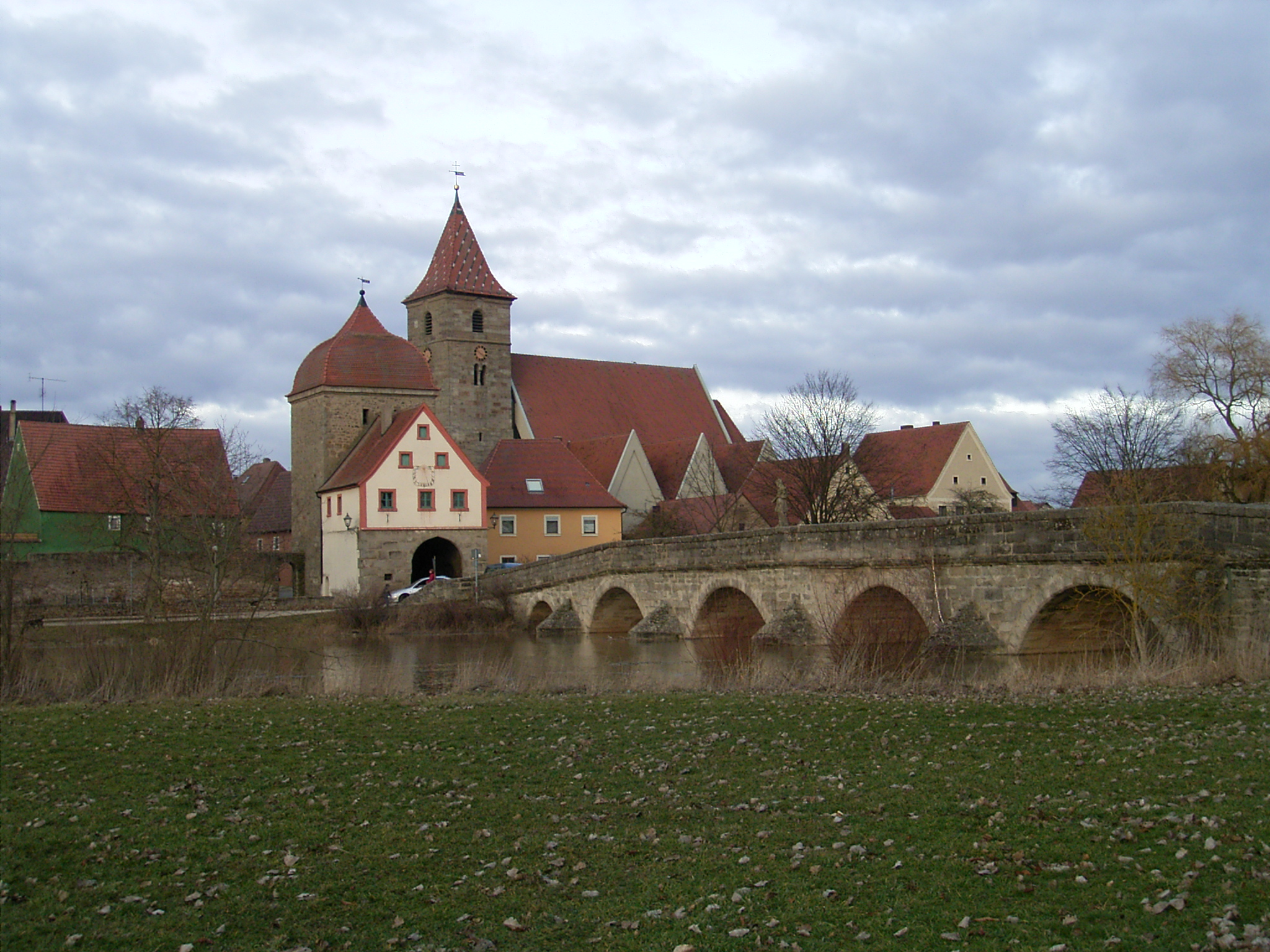
Ornbau với Altmühlbrücke